# Megascops
Megascops – rodzaj ptaków z podrodziny puszczyków (Striginae) w obrębie rodziny puszczykowatych (Strigidae).

## Zasięg występowania
Rodzaj obejmuje gatunki występujące w Ameryce.

## Morfologia
Długość ciała 16–27 cm; masa ciała 70–250 g.

## Systematyka

### Etymologia
- Athene: w mitologii greckiej Atena (gr. Ἀθήνη Athene, Ἀθηναίη Athenaie) była boginią mądrości, wojny i sztuk wyzwolonych, której ulubionym ptakiem była sowa (γλαυξ glaux), stąd starożytne skojarzenie z jej pierwotną rolą jako bogini nocy[6]. Gatunek typowy: Strix nudipes Daudin, 1800.
- Megascops: gr. μεγας megas, μεγαλη  megalē „wielki”; rodzaj Scops Brünnich, 1772[7].
- Pseudociccaba: gr. ψευδος pseudos „fałszywy”; rodzaj Ciccaba Wagler, 1832, dżunglarka[8]. Gatunek typowy: Syrnium albogularis Cassin, 1849.

### Podział systematyczny
Do rodzaju należą następujące gatunki:

- Megascops trichopsis (Wagler, 1832) – syczoń plamisty
- Megascops clarkii (L. Kelso & E.H. Kelso, 1935) – syczoń panamski
- Megascops albogularis (Cassin, 1849) – syczoń białogardły
- Megascops choliba (Vieillot, 1817) – syczoń tropikalny
- Megascops koepckeae (Hekstra, 1982)  – syczoń andyjski
- Megascops ingens (Salvin, 1897) – syczoń włochaty
- Megascops petersoni (Fitzpatrick & O’Neill, 1986) – syczoń jarzębaty
- Megascops marshalli (Weske & Terborgh, 1981) – syczoń prążkowany
- Megascops hoyi (C. König & Straneck, 1989) – syczoń argentyński
- Megascops guatemalae (Sharpe, 1875) – syczoń zmienny
- Megascops centralis Hekstra, 1982 – syczoń białoplamy
- Megascops roraimae (Salvin, 1897) – syczoń wyżynny
- Megascops gilesi Krabbe, 2017 – syczoń stokowy
- Megascops sanctaecatarinae (Salvin, 1897) – syczoń długodzioby
- Megascops barbarus (P.L. Sclater & Salvin, 1868) – syczoń oczkowany
- Megascops cooperii (Ridgway, 1878) – syczoń namorzynowy
- Megascops kennicottii (Elliot, 1867) – syczoń zachodni
- Megascops seductus (R.T. Moore, 1941) – syczoń samotny
- Megascops asio (Linnaeus, 1758) – syczoń krzykliwy
- Megascops roboratus (Bangs & Noble, 1918) – syczoń peruwiański
- Megascops atricapilla (Temminck, 1822) – syczoń ciemnogłowy